# Fleca Oriell
La Fleca Oriell és un edifici del municipi de Girona que forma part de l'Inventari del Patrimoni Arquitectònic de Catalunya.

## Història
Fundada l'any 1887, la fleca va ser cremada pels republicans durant la Guerra Civil i reconstruïda per l'arquitecte Josep Maria Busquets Mollera el 1939.

Ha passat per vàries mans, inclosa la Casa Bellsolà. Els propietaris actuals, els gironins Tomàs Codina i Quimi Pla, agafaren el relleu dels anteriors propietaris, en Xevi i la Maria, l'any 2023, els quals la rebrandejaren amb el nom d'Oriell 1887.

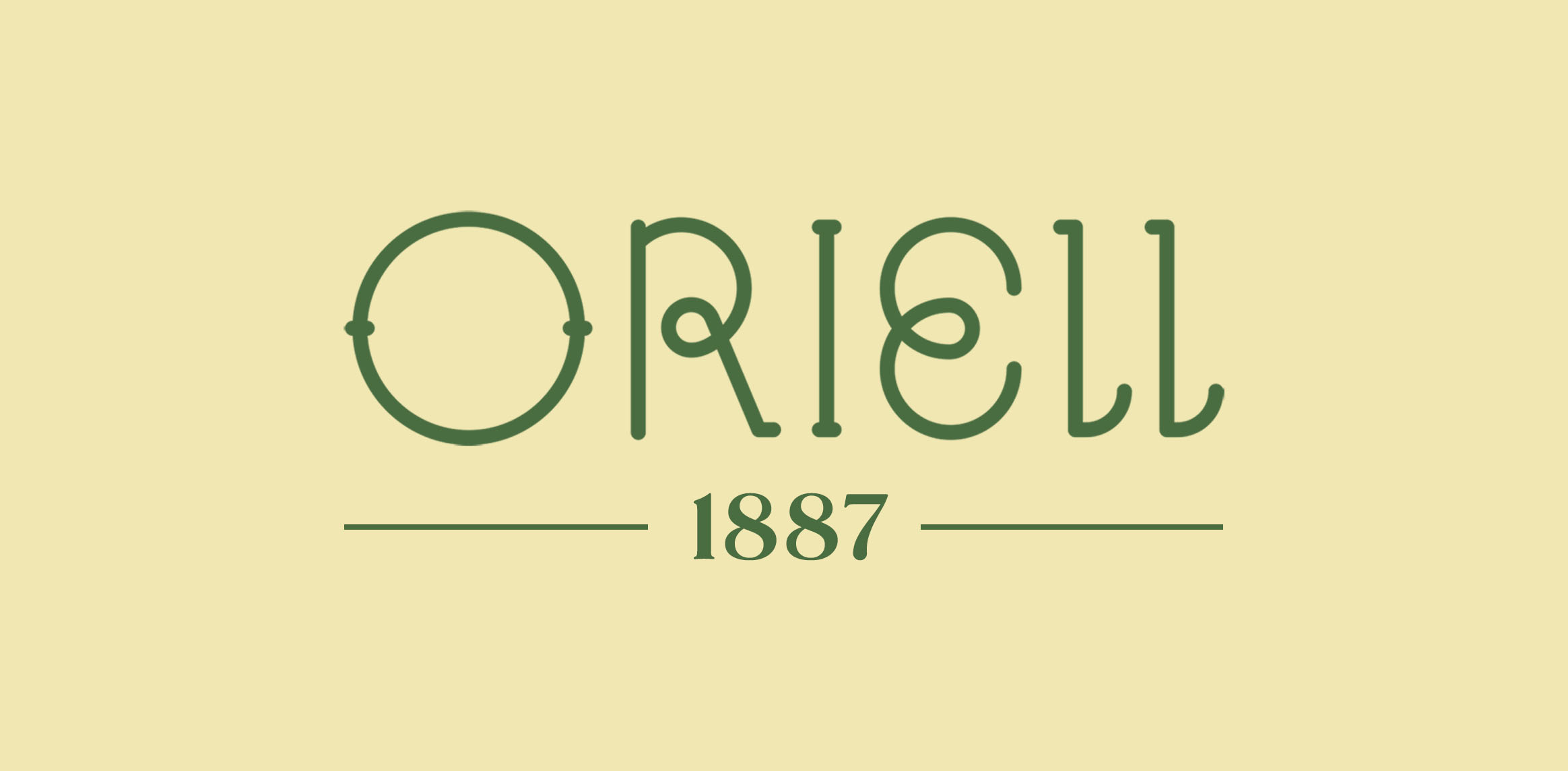
Rebrànding de la fleca Oriell 1887 de Girona

## Descripció
De l'establiment resulta interessant la façana exterior, on s'integra en un sòl forat l'altell i la botiga. Tot el conjunt es divideix en tres registres molt marcats. Destaca el mitjà, amb un emplafonat de fusta i vidre que serveix de fons a un original rètol de ferro. En ell s'utilitzen com a element decoratiu simbòlic dues espigues de blat que centren la composició de les lletres, obra del serraller Nonici Cadenas. A finals de 2024, el seu rebesnet Sergi Cadenas va actualitzar el cartell i hi va afegir l'any de fundació de la fleca, 1887.
La zona emplaçada a nivell del carrer presenta un senzill revestiment amb ceràmica vidriada de La Bisbal. Aquesta decoració es reitera a l'interior de l'establiment, mantingut avui sense alteracions respecte a la seva concepció primitiva. també amb ceràmica negra de l'obrador Marcó de Quart. A l'interior hi trobem els relleus d'uns àngels, disseny de Rafael Masó i reproducció d'un relleu del Bon Pastor i còpia d'un dels sarcòfags a l'església de Sant Feliu de Girona.
També resulten d'interès el paviment i la integració de les lleixes en el context.

## Imatges

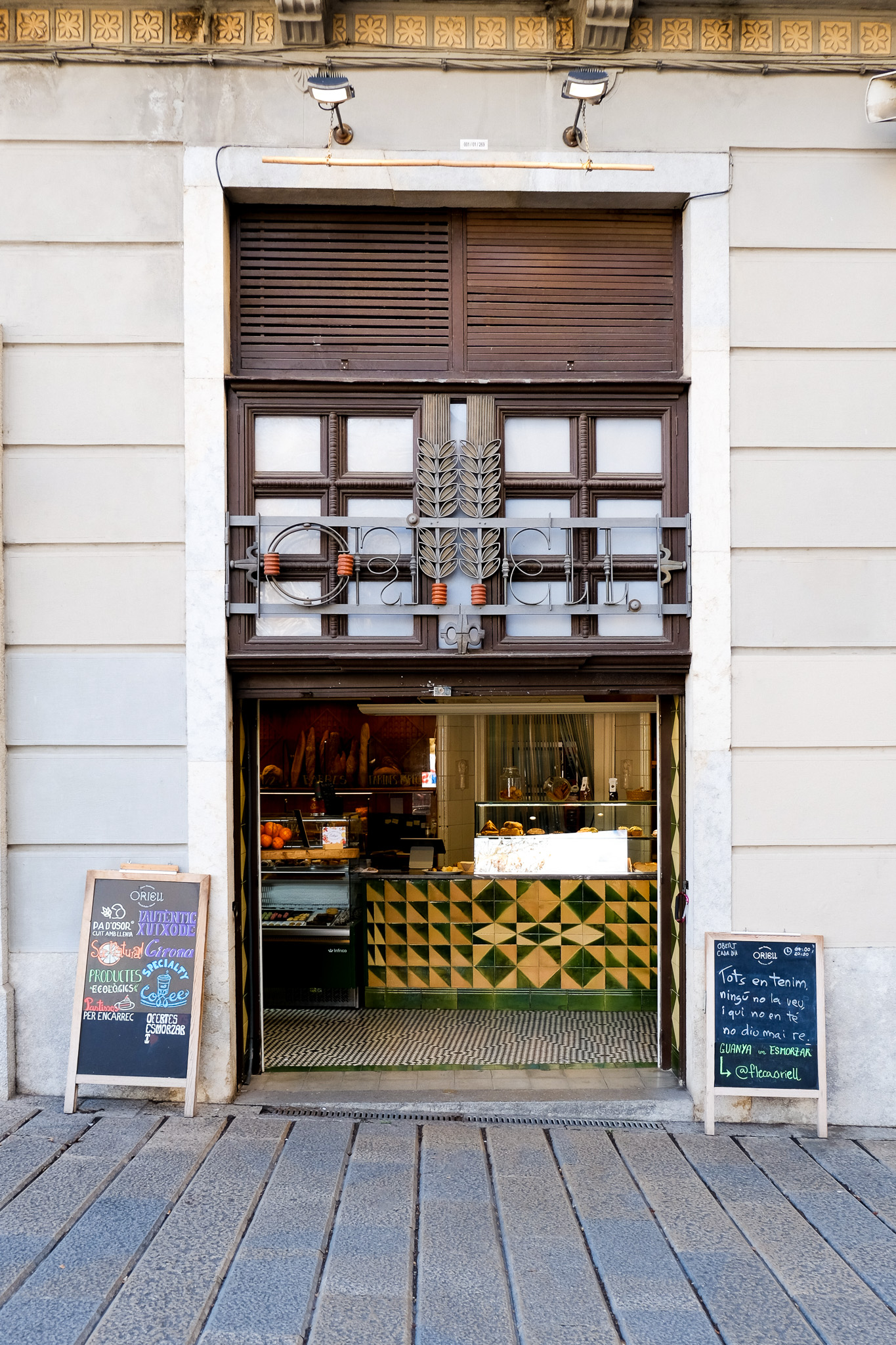
Façana de la Fleca Oriell 1887 abans de la restauració del rètol
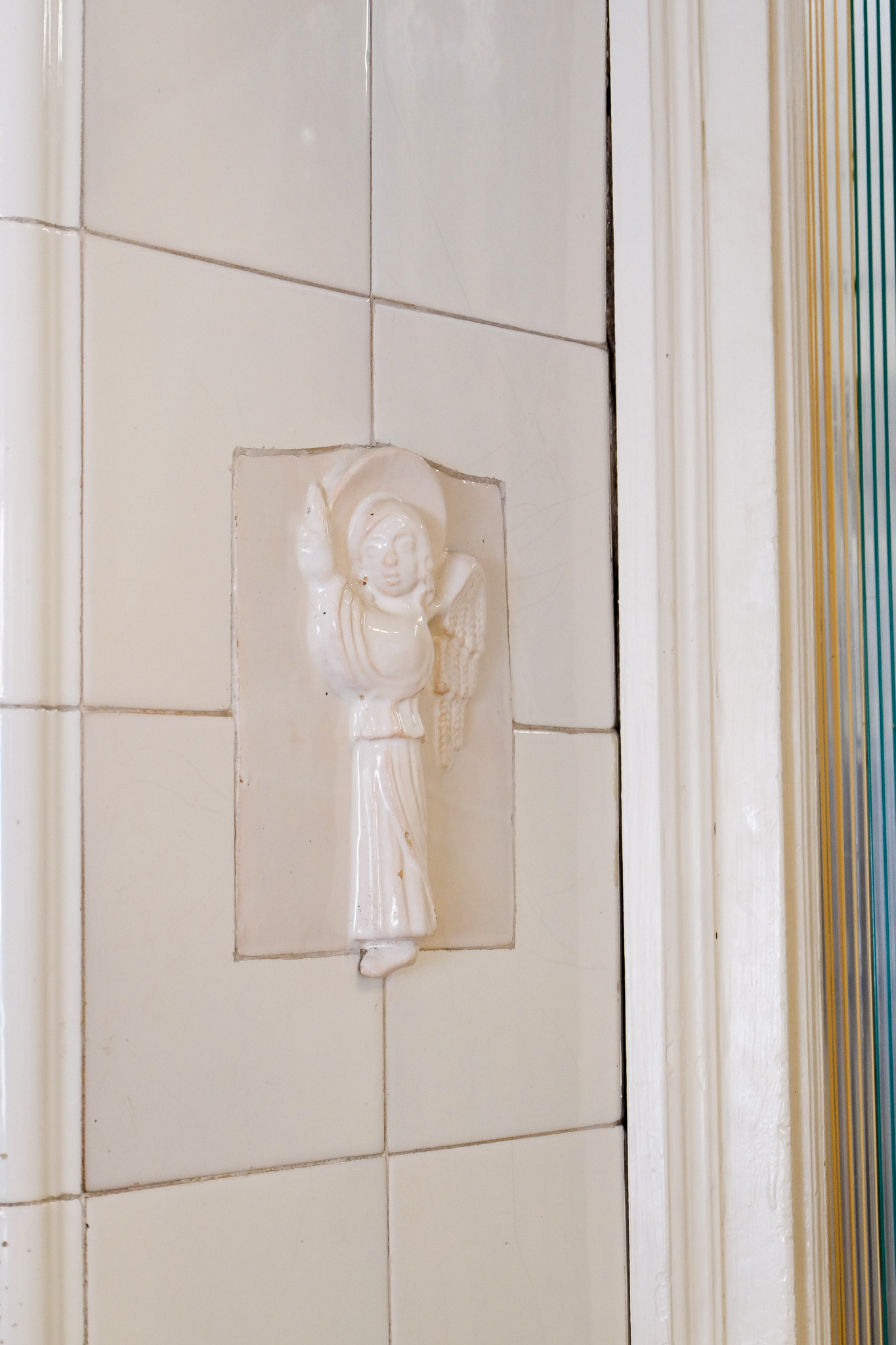
Àngel de Rafel Masó a la Fleca Oriell de Girona
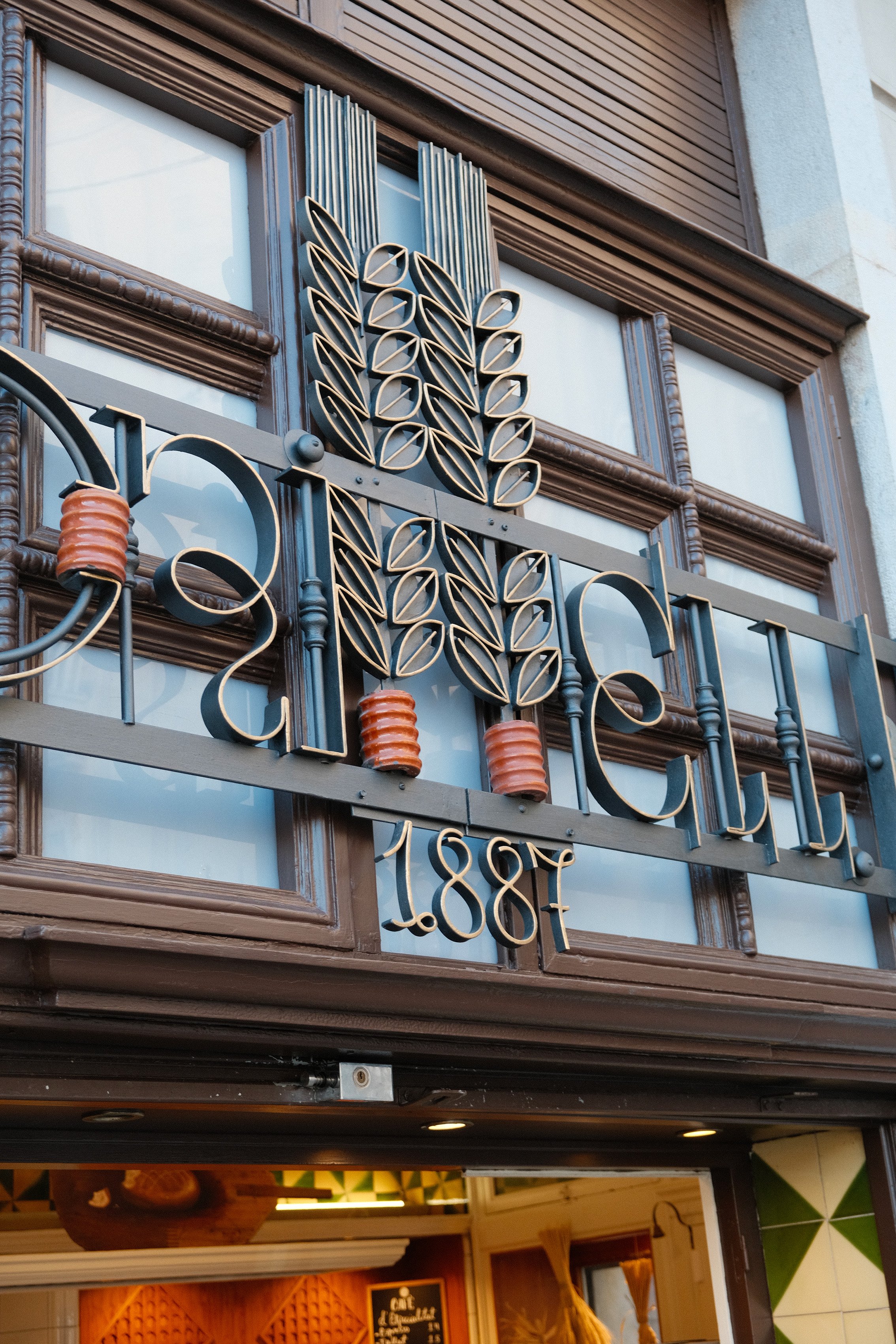
Rètol restaurat de la Fleca Oriell 1887 l'any 2024
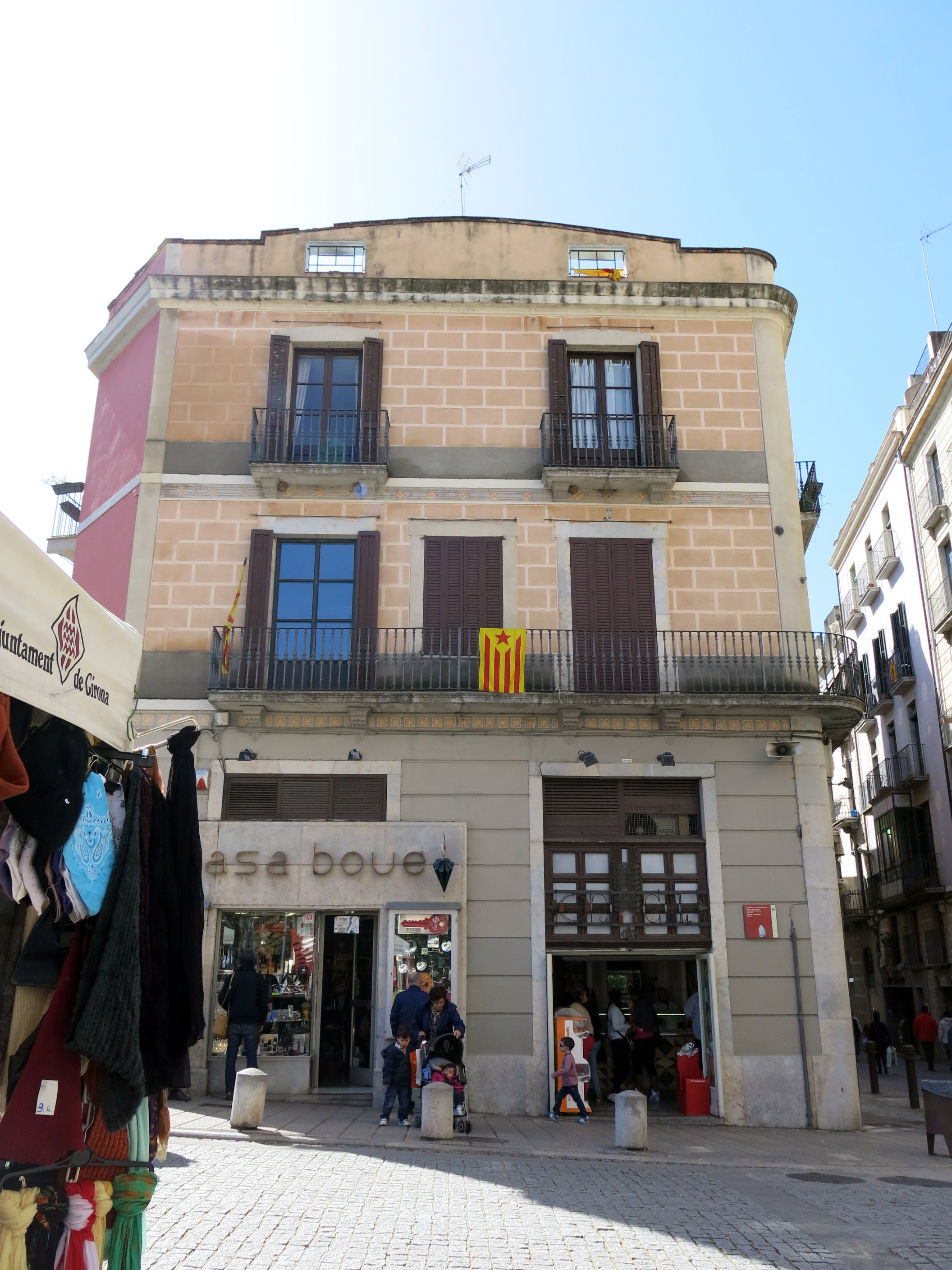
Edifici on es troba la fleca